# Cheiramiona regis
Cheiramiona regis là một loài nhện trong họ Miturgidae.
Loài này thuộc chi Cheiramiona. Cheiramiona regis được miêu tả năm 2003 bởi Lotz.